# Die verkaufte Braut
Die verkaufte Braut is een Duitse filmkomedie uit 1932 onder regie van Max Ophüls. De film is gebaseerd op de opera Prodaná nevěsta van Bedřich Smetana.

## Verhaal
Een koppelaar in Bohemen tracht burgemeestersdochter Marie tijdens een kermis samen te brengen met de rijke Wenzel. Maar Marie is verliefd op de postiljon Hans. Samen verschuilen ze zich in de massa. Ondertussen wordt Wenzel verliefd op de circusartieste Esmeralda. Hun ouders zijn niet erg tevreden met die situatie en willen er een stokje voor steken.

## Rolverdeling
| Acteur                    | Personage         |
| ------------------------- | ----------------- |
| Willi Domgraf-Fassbaender | Hans              |
| Jarmila Novotna           | Marie             |
| Otto Wernicke             | Kezal             |
| Hermann Kner              | Micha             |
| Maria Janowska            | Agnes             |
| Paul Kemp                 | Wenzel            |
| Karl Valentin             | Rudolph Brummer   |
| Liesl Karlstadt           | Katinka Brummer   |
| Annemarie Sörensen        | Esmeralda Brummer |
| Max Nadler                | Burgemeester      |